# WarioWare: Snapped!
WarioWare: Snapped! (うつす メイド イン ワリオ, Utsusu Made in Wario) est un jeu vidéo de type party game édité par Nintendo et développé par Intelligent Systems et Nintendo SPD. Il est disponible en téléchargement sur Nintendo DSi à partir de la DSiWare depuis 2008 au Japon et depuis 2009 en Europe et en Amérique du Nord. Le titre fait partie de la série des WarioWare.
Le jeu consiste en une série de mini-jeux exploitant les fonctionnalités de la console, principalement ses caméras intégrées. Le joueur doit effectuer divers mouvements avec les mains et la tête ou parfois souffler sur le microphone de la console afin de réussir les différents micro-jeux.

## Système de jeu
Wario Ware: Snapped! propose quatre modes différents contenant au total 20 micro-jeux s’enchaînant un à la suite de l'autre à la manière des précédents opus de la série WarioWare. Un des modes nécessite un deuxième joueur, les autres étant tous jouables uniquement en solo.
Pour jouer, le joueur doit déposer la console sur une surface plane et la placer de sorte que la caméra intégrée à la console puisse le capter. Lorsque la caméra capte le joueur, celui-ci apparaît à l'écran sous la forme d'une silhouette. Pour accomplir les différents micro-jeux, le joueur doit effectuer divers mouvements avec les mains et la tête ou souffler sur le microphone de la console.
À la fin d'une partie, des photos qui sont prises pendant les micro-jeux sont présentées au joueur sous la forme d'un album photo. Il est cependant impossible de les sauvegarder.

## Accueil
Le jeu reçoit un accueil généralement mitigé. Il obtient un score de 51,80% sur GameRankings ainsi qu'un score de 53 sur 100 sur Metacritic,.